# Dolmen des Barrières n° 3
Le dolmen des Barrières n° 3, site archéologique du dolmen des Barrières n° 3 ou Pierre Levée est un site archéologique comprenant un dolmen situé sur la commune de Miers, dans le département français du Lot.
Le site est inscrit au titre des monuments historiques depuis 2012.

## Description
|                            |
| Vue du cairn et du dolmen. |

|              |
| Vue de face. |